# Zankoku na tenshi no tēze
„Zankoku na tenshi no tēze” (jap. 残酷な天使のテーゼ) – piosenka z serialu anime Neon Genesis Evangelion wykonana przez Yōko Takahashi. Utwór występuje na początku każdego z odcinków, a wersja instrumentalna odgrywana jest na końcu finałowego odcinka. Krótsza wersja umieszczona została pomiędzy dwiema częściami filmu Shin seiki Evangelion gekijōban Death & Rebirth.
W marcu 2019 roku utwór został ogłoszony jednym z głównych zwycięzców przyznanych przez Sony Music Entertainment Japan nagród Heisei Anison Taishō upamiętniających piosenki związane z anime powstałe w okresie Heisei.

## Autorzy
- Śpiew: Yōko Takahashi
- Słowa: Neko Oikawa
- Muzyka: Hidetoshi Satō
- Aranżacja: Toshiyuki Ōmori